# Marshall Bluesbreaker
Marshall Bluesbreaker est le nom populaire donné au modèles 1961 et 1962 de la marque d’amplificateurs pour guitares électriques Marshall, d'abord fabriqués entre 1964/1965 et 1972.
Le Bluesbreaker, dont le nom est dérivé du groupe John Mayall's Bluesbreakers, est le premier amplificateur « combo » et est considéré comme « l’amplificateur le plus important de la marque », « ayant lancé le blues rock britannique au milieu des années 1960 ».

## Histoire
Bien que la création du Bluesbreaker soit assez mal documentée, la légende raconte qu’Eric Clapton demanda à Jim Marshall de lui créer un amplificateur combo assez petit pour rentrer dans le coffre de sa voiture et assez puissant pour la scène. Jim Marshall fournit initialement à Clapton un Marshall Modèle 1961 avec quatre haut-parleurs de 10 pouces, rapidement remplacé par un Marshall Modèle 1962 avec deux haut-parleurs de 12 pouces. Clapton utilisa le Bluesbreaker avec une Gibson les Paul de 1960 et un Dallas Rangemaster Treble Booster (booster d’aigu), ce qui lui donna un son aujourd’hui décrit comme iconique dans le domaine du blues rock.
Les Marshall modèles 1961/1962 entrèrent le marché des amplificateurs combo avec un prix abordable : environ les deux tiers du prix d’un Vox AC30 et la moitié d’un Fender Bassman Combo,. Sa réputation fut confirmée lorsqu’Eric Clapton, qui venait de rejoindre John Mayall's Bluesbreakers, en utilisa un pour enregistrer l’album Blues Breakers with Eric Clapton. Après cela, le combo se vit donner le surnom de Bluesbreaker. La production s’arrêta en 1972.
À cause de son statut iconique, le Marshall Bluesbreaker est devenu un des amplificateurs les plus collectionnables. Selon un article dans Vintage Guitar de 2011, faisant le classement des 25 amplificateurs les plus chers, le Bluesbreaker de 1966/1967 est septième de la liste, avec des exemplaires originaux se vendant entre 8 300 et 10 000 $.

### Réédition
Marshall réédita le 2×12" Bluesbreaker en 1989, le 4x10" n’ayant jamais été réédité. Cette version utilise des tubes 6L6. En 1991, Marshall commença la production d’une pédale d’effet homonyme, qui a pour but d’émuler le son du Bluesbreaker original. En 1999, une deuxième version de l’amplificateur, le Bluesbreaker II, fut produite. Une tête d’amplificateur, le Marshall 2245THW, a été rééditée dans la série Handwired. Celle-ci est basée sur une version très rare d’une tête Bluesbreaker, très proche du JTM45.

## Caractéristiques et son
Les Marshall 1961 et 1962 sont à la base des JTM45 sous forme de combos. Le 1961 est une version combo du Marshall JTM45 1987, équipé d’un trémolo et installé dans un baffle ouvert. Le 1962 est la version pour basse électrique du JTM45 modèle 1986, aussi équipée d’un trémolo et installée dans un baffle ouvert. Tous deux disposent du circuit basique du JTM45, basé sur une modification du circuit du Fender Bassman. Ce son est considéré comme le « son Marshall ».
Les premières versions de cet amplificateur furent construites en 1964/1965. Les modèles 1961 sont montés en 4x10" (quatre haut-parleurs Celestion de 10 pouces), et les modèles 1962, en 2×12" (deux haut-parleurs Celestion de 12 pouces). Un très rare baffle d’extension 2×12" a été produit. Les Bluesbreaker ont, comme les JTM45, des tubes KT66 en amplification de puissance. Un tube rectificateur GZ34 contribua aussi à leur son.
Marshall fabriqua aussi un amplificateur combo de 18 watts avec deux haut-parleurs de 10 pouces (modèle 1958), qui ressemble à une version réduite du Bluesbreaker. 

### Eric Clapton et le son Bluesbreaker
La puissance d’un Bluesbreaker est seulement d'environ 35 watts. Ainsi, l’amplificateur commence à distordre à de plus petits volumes comparés à des modèles plus puissants, tels que le JTM45. Il s’agit précisément du son qu’Eric Clapton recherchait. Durant les sessions Blues Breakers with Eric Clapton, il demanda à l’ingénieur du son de placer le microphone de l’autre côté de la salle, car il avait l’intention de jouer aussi fort que possible, comme s'il jouait sur scène.
Comparé au Marshall JTM45, le Bluesbreaker a moins de basses et une réponse un peu plus vive dans les aigus, du fait qu’il est ouvert à l’arrière.

### Modification
Comme le Bluesbreaker est une version modifiée du Fender Bassman, il est possible de recréer un Bluesbreaker en modifiant un Bassman.

## Voir Aussi